# ヴァレンツァーノ
ヴァレンツァーノ（イタリア語: Valenzano）は、イタリア共和国プッリャ州バーリ県にある、人口約1万8000人の基礎自治体（コムーネ）。

## 地理

### 位置・広がり

#### 隣接コムーネ
隣接するコムーネは以下の通り。
- アデルフィア
- バーリ
- カプルソ
- カザマッシマ

## 交通

### 鉄道
- スド・エスト鉄道
  - バーリ＝カザマッシマ＝プティニャーノ線 (it:Ferrovia Bari-Casamassima-Putignano)